# 山口瑠偉
山口 瑠偉（やまぐち るい、1995年 - ）は埼玉県富士見市出身の野球選手。東洋大学硬式野球部に所属していた。

## 来歴
小学4年生からみずほ台ヤンガースで野球を始め、中学時は富士見シニアに在籍。
高校は埼玉県の名門浦和学院に進学し1年夏から控え投手としてベンチ入りし4期連続で甲子園を経験。2013年の第85回記念選抜高等学校野球大会では1学年下のエース小島和哉の控え投手として登板し、同校の初優勝に貢献している。
2014年4月より東洋大学に進学したが大学時代の登板は無く、卒業後は社会人チームに所属せず現役引退した。
あだ名はルイスビルスラッガー

### 所属チーム
- みずほ台ヤンガース
- 富士見シニア
- 浦和学院（2011年 - 2013年）
- 東洋大学（2014年4月-)